# Premio al miglior film francese del sindacato francese della critica cinematografica
Il Premio al miglior film francese del sindacato francese della critica cinematografica, già Premio Méliès, è un premio cinematografico francese assegnato annualmente dai membri del Sindacato francese della Critica cinematografica (Syndicat français de la critique de cinéma et des films de télévision, un tempo solo Syndicat français de la critique de cinéma, abbreviato anche con l'acronimo SFCC) dal 1947 al miglior film di produzione o coproduzione francese dell'anno precedente. 

## Elenco premiati
- 1947: Operazione Apfelkern (La bataille du rail), regia di René Clément
- 1948: Il silenzio è d'oro (Le silence est d'or), regia di René Clair
- 1949: Paris 1900, regia di Nicole Védrès
- 1950: Manon, regia di Henri-Georges Clouzot
- 1951: Le sedicenni (Rendez-vous de juillet), regia di Jacques Becker
- 1952: Il diario di un curato di campagna (Journal d'un curé de campagne), regia di Robert Bresson
- 1953: Le belle della notte (Les belles de nuit), regia di René Clair
- 1954: Vite vendute (Le salaire de la peur), regia di Henri-Georges Clouzot
- 1955: Il rosso e il nero (Le rouge et le noir), regia di Claude Autant-Lara
- 1956: Rififi, regia di Jules Dassin
- 1957: ex aequo

Il mondo del silenzio (Le monde du silence), regia di Jacques-Yves Cousteau
Grandi manovre (Les grandes manœuvres), regia di René Clair
- 1958: ex aequo

La traversata di Parigi (La traversée de Paris), regia di Claude Autant-Lara
Un condannato a morte è fuggito (Man escaped), regia di Robert Bresson
- 1959: Mio zio (Mon oncle), regia di Jacques Tati
- 1960: ex aequo

Hiroshima mon amour, regia di Alain Resnais
I 400 colpi (Les quatre cents coups), regia di François Truffaut
- 1961: ex aequo

Il buco (Le trou), regia di Jacques Becker
Fino all'ultimo respiro (A bout de souffle), regia di Jean-Luc Godard
- 1962: L'anno scorso a Marienbad (L'année dernière à Marienbad), regia di Alain Resnais
- 1963: Cléo dalle 5 alle 7 (Cléo de 5 à 7), regia di Agnès Varda
- 1964: Il processo (The Trial), regia di Orson Welles
- 1965: Les Parapluies de Cherbourg, regia di Jacques Demy
- 1966: Una vecchia signora indegna (La vieille dame indigne), regia di René Allio
- 1967: ex aequo

La guerra è finita (La guerre est finie), regia di Alain Resnais
Au hasard Balthazar (Au Hasard Balthazar), regia di Robert Bresson
- 1968: ex aequo

Bella di giorno (Belle de Jour), regia di Luis Buñuel
Mouchette - Tutta la vita in una notte (Mouchette), regia di Robert Bresson
- 1969: Baci rubati (Baisers volés), regia di François Truffaut
- 1970: La mia notte con Maud (Ma nuit chez Maud), regia di Éric Rohmer
- 1971: Il ragazzo selvaggio (L'enfant sauvage), regia di François Truffaut
- 1972: Il ginocchio di Claire (Le genou de Claire), regia di Éric Rohmer
- 1973: Il fascino discreto della borghesia (Le charme discret de la bourgeoisie), regia di Luis Buñuel
- 1974: Effetto notte (La nuit américaine), regia di François Truffaut
- 1975: Cognome e nome: Lacombe Lucien (Lacombe Lucien), regia di Louis Malle
- 1976: Che la festa cominci... (Que la fête commence), regia di Bertrand Tavernier
- 1977: Adele H. - Una storia d'amore (L'histoire de Adèle H.), regia di François Truffaut
- 1978: Providence, regia di Alain Resnais
- 1979: Dossier 51 (Le dossier 51), regia di Michel Deville
- 1980: Il fuorilegge (Perceval le Gallois), regia di Éric Rohmer
- 1981: Mio zio d'America (Mon oncle d'Amérique), regia di Alain Resnais
- 1982: ex aequo

Colpo di spugna (Coup de torchon), regia di Bertrand Tavernier
Guardato a vista (Garde à vue), regia di Claude Miller
- 1983: Una camera in città (Une chambre en ville), regia di Jacques Demy
- 1984: Pauline alla spiaggia (Pauline à la plage), regia di Éric Rohmer
- 1985: Le notti della luna piena (Les nuits de la pleine lune), regia di Éric Rohmer
- 1986: ex aequo

Pericolo nella dimora (Péril en la demeure), regia di Michel Deville
Senza tetto né legge (Sans toit ni loi), regia di Agnès Varda
- 1987: Thérèse, regia di Alain Cavalier
- 1988: Arrivederci ragazzi (Au revoir les enfants), regia di Louis Malle
- 1989: La piccola ladra (La petite voleuse), regia di Claude Miller
- 1990: L'insolito caso di Mr. Hire (Monsieur Hire), regia di Patrice Leconte
- 1991: La timida (La discrète), regia di Christian Vincent
- 1992: La bella scontrosa (La belle noiseuse), regia di Jacques Rivette
- 1993: Un cuore in inverno (Un cœur en hiver), regia di Claude Sautet
- 1994: Smoking/No Smoking, regia di Alain Resnais
- 1995: Tre colori - Film rosso (Trois couleurs: Rouge), regia di Krzysztof Kieślowski
- 1996: Nelly e Mr. Arnaud (Nelly & Monsieur Arnaud), regia di Claude Sautet
- 1997: Capitan Conan (Capitaine Conan), regia di Bertrand Tavernier
- 1998: Parole, parole, parole... (On connaît la chanson), regia di Alain Resnais
- 1999: La vita sognata degli angeli (La Vie rêvée des anges), regia di Érick Zonca
- 2000: La Maladie de Sachs, regia di Michel Deville
  - 2º classificato: La ragazza sul ponte (La Fille sur le pont), regia di Patrice Leconte e L'umanità (L'Humanité), regia di Bruno Dumont[1]
- 2001: Les glaneurs et la glaneuse, regia di Agnès Varda
- 2002: Il favoloso mondo di Amélie (Le Fabuleux Destin d'Amélie Poulain), regia di Jean-Pierre Jeunet
- 2003: Essere e avere (Être et Avoir), regia di Nicolas Philibert
- 2004: La trilogia Una coppia perfetta (Un couple épatant), Dopo la vita (Après la vie) e Rincorsa (Cavale), regia di Lucas Belvaux
- 2005: I re e la regina (Rois et Reine), regia di Arnaud Desplechin
- 2006: Tutti i battiti del mio cuore (De battre mon cœur s'est arrêté), regia di Jacques Audiard
- 2007: Cuori (Cœurs), regia di Alain Resnais
- 2008: Cous cous (La Graine et le Mulet), regia di Abdellatif Kechiche
- 2009: Les plages d'Agnès, regia di Agnès Varda
- 2010: Il profeta (Un prophète), regia di Jacques Audiard
- 2011: Uomini di Dio (Des hommes et des dieux), regia di Xavier Beauvois
- 2012: Il ministro - L'esercizio dello Stato (L'exercice de l'État), regia di Pierre Schöller
- 2013: Amour, regia di Michael Haneke
- 2014: La vita di Adele (La Vie d'Adèle – Chapitres 1 & 2), regia di Abdellatif Kechiche
- 2015: Timbuktu, regia di Abderrahmane Sissako
- 2016: Fatima, regia di Philippe Faucon
- 2017: Elle, regia di Paul Verhoeven
- 2018: 120 battiti al minuto (120 battements par minute), regia di Robin Campillo
- 2019: Mektoub, My Love - Canto uno, regia di Abdellatif Kechiche